# Dollhouse
Dollhouse – amerykański serial science fiction, stworzony przez Jossa Whedona we współpracy z Mutant Enemy Productions, który swoją premierę w telewizji miał 13 lutego 2009 na kanale Fox. W Polsce emitowany od 7 listopada 2010 roku na Fox Polska. 
Na pierwszy sezon zaplanowano 13 odcinków. Serial został anulowany po 13 odcinkach 2 serii, 11 listopada 2009 roku. Produkcja serialu zakończyła się w grudniu 2009 roku

## Fabuła
Serial opowiada o Echo (Eliza Dushku), która jest "lalką" dla "Domu Lalek" w Los Angeles, jednej z kilku fikcyjnych placówek, która wynajmuje ludzi zaprogramowanych zgodnie z życzeniem zamożnych klientów. Oryginalne wspomnienia Agentów są wymazywane i przechowywane na dyskach, do czasu aż nie wywiążą się ze swojego kontraktu. Po każdej misji, wspomnienia Agentów są wymazywane, a oni sami pozostają pod opieką "Domu Lalek", mając świadomość porównywalną do dziecięcej. Echo (Eliza Dushku) z czasem, w trakcie trwania misji jak i w stanie zawieszenia, doświadcza nawrotów wspomnień ze swojego oryginalnego życia, a następnie również tych, z wykonywanych misji, w rezultacie rozwijając całkowicie nową tożsamość i osobowość.

## Obsada

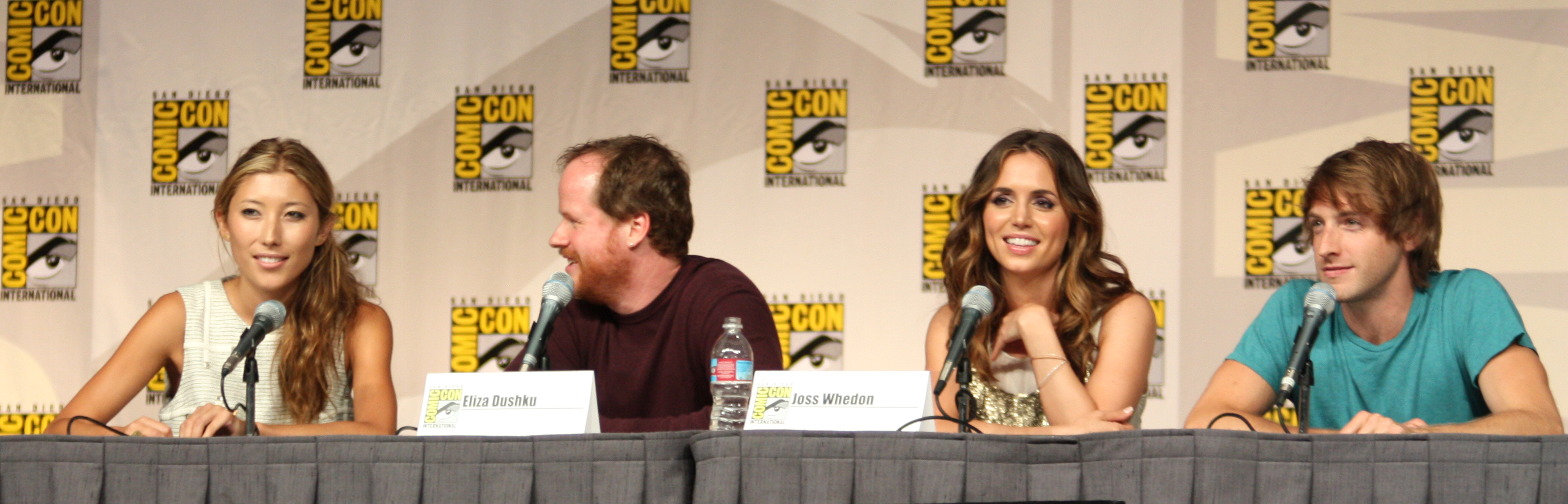
Comic Con 2009 w San Diego: Dichen Lachman, Joss Whedon, Eliza Dushku i Fran Kranz

### Pierwszoplanowa
- Eliza Dushku jako Echo / Caroline Farrell
- Harry J. Lennix jako Boyd Langton
- Fran Kranz jako Topher Brink
- Tahmoh Penikett jako Paul Ballard
- Enver Gjokaj jako Lubov / Victor / Anthony Ceccoli
- Dichen Lachman jako Sierra / Priya Tsetsang
- Olivia Williams jako Adelle DeWitt

### Drugoplanowa
- Amy Acker jako Whiskey / dr Claire Saunders
- Reed Diamond jako Laurence Dominic
- Miracle Laurie jako November / Mellie
- Alan Tudyk jako Alpha / Carl William Craft
- Mark Sheppard jako Tanaka
- Liza Lapira jako Ivy
- Aisha Hinds jako Loomis
- Felicia Day jako Meg
- Brett Claywell jako Matt Cargill
- Zack Ward jako Zone
- Summer Glau jako Bennett Halverson (2009–2010)
- Keith Carradine jako Matthew Harding (2009–2010)
- Alexis Denisof jako Sénateur Daniel Perrin (2009–2010)
- Stacey Scowley jako Cindy Perrin (2009–2010)
- Philip Casnoff jako Clive Ambrose (2009–2010)
- Vincent Ventresca jako Nolan Kinnard (2009–2010)

## Odcinki
| Seria | Seria | Liczba odcinków | Czas emisji                         |
| ----- | ----- | --------------- | ----------------------------------- |
|       | 1     | 13              | 13 lutego 2009 – 8 maja 2009        |
|       | 2     | 13              | 25 września 2009 – 29 stycznia 2010 |

## Komiks
Podczas San Diego Comic-Con International w 2010 roku, ogłoszono, że powstał komiks napisany przez Jed Whedon i Maurissa Tancharoen zatytułowany Dollhouse Epitaphs. Akcja ma rozgrywać się w przeciągu 10 lat pomiędzy serialem a finałem w odcinku "Epitaph Two". Został opracowany przez Cliffa Richardsa i opublikowany przez Dark Horse Comics.